# Sly Cooper (serie)

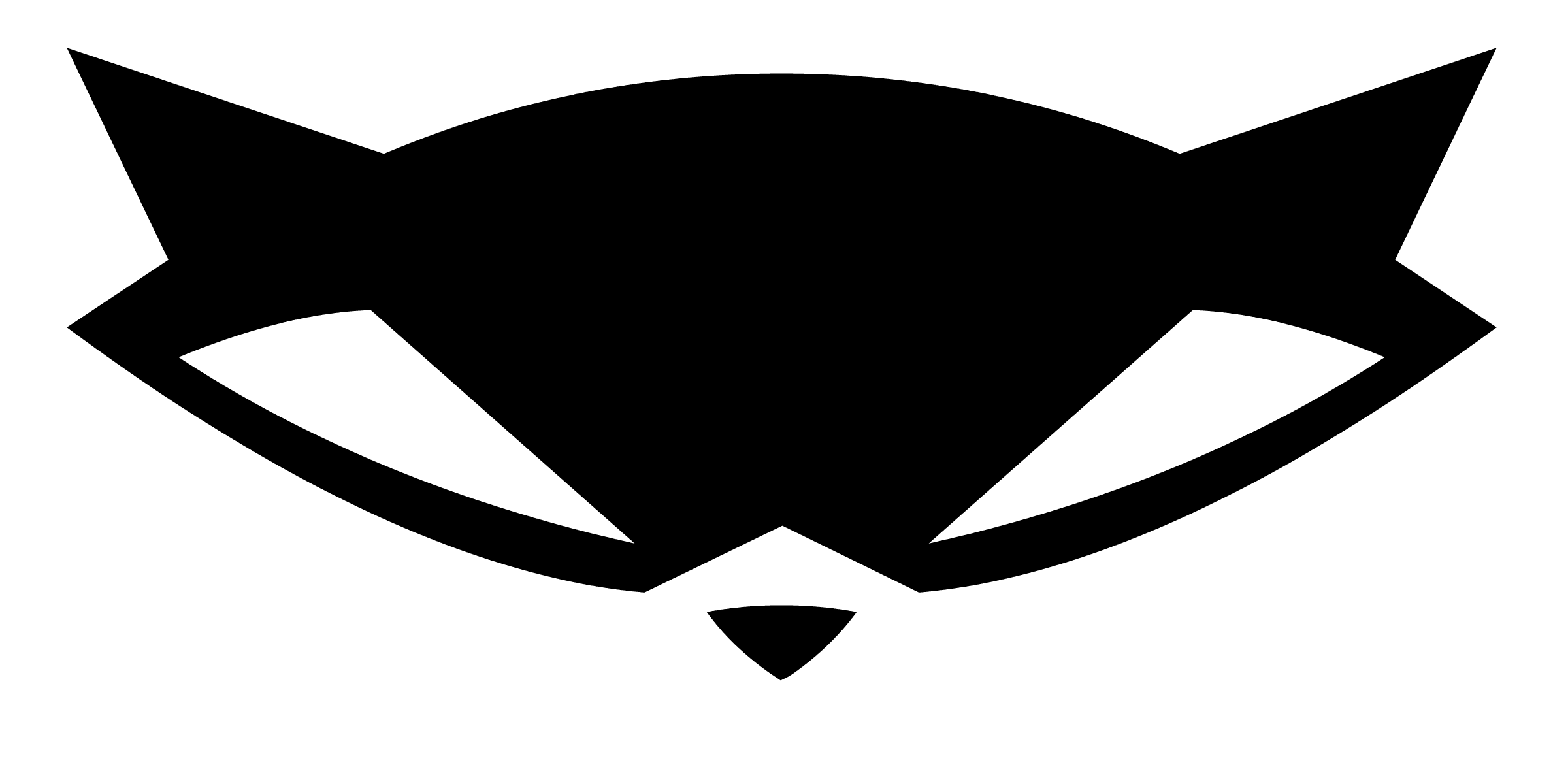
Logo di Sly Cooper

Sly Cooper è una serie di videogiochi a piattaforme per PlayStation 2, PlayStation 3 e PlayStation Vita. I primi tre titoli della serie sono stati sviluppati dalla Sucker Punch Productions, mentre il quarto da Sanzaru Games; Sanzaru ha inoltre rimasterizzato in alta definizione i primi tre giochi in una raccolta, intitolata The Sly Trilogy, per PlayStation 3.
La serie segue le avventure di Sly Cooper, un procione antropomorfo e maestro ladro, assieme ai suoi due compagni di avventure Bentley e Murray, costantemente braccati dall'ispettrice Carmelita Fox.
La serie ha generato due albi a fumetti e vari giochi spin-off. Sly stesso è diventato uno dei personaggi videoludici più popolari della Sony ed è apparso in altri titoli della casa di produzione come PlayStation Move Heroes - Insieme per la prima volta e PlayStation All-Stars Battle Royale.

## Videogiochi

### Serie principale
| Titolo                      | Anno           | Console                         | Sviluppatore             |
| Saga originale              | Saga originale | Saga originale                  | Saga originale           |
| --------------------------- | -------------- | ------------------------------- | ------------------------ |
| Sly Raccoon                 | 2002           | PlayStation 2                   | Sucker Punch Productions |
| Sly 2: La banda dei ladri   | 2004           | PlayStation 2                   | Sucker Punch Productions |
| Sly 3: L'onore dei ladri    | 2005           | PlayStation 2                   | Sucker Punch Productions |
| Sly Cooper: Ladri nel Tempo | 2013           | PlayStation 3, PlayStation Vita | Sanzaru Games            |
| Spin-off                    |                |                                 |                          |
| Hackpack di Bentley         | 2013           | PlayStation 3, PlayStation Vita | Sanzaru Games            |

### Altri giochi
| Titolo                                               | Anno | Console                         | Sviluppatore                            |
| ---------------------------------------------------- | ---- | ------------------------------- | --------------------------------------- |
| The Sly Trilogy                                      | 2010 | PlayStation 3, PlayStation Vita | Sucker Punch Productions, Sanzaru Games |
| PlayStation Move Heroes - Insieme per la prima volta | 2011 | PlayStation 3                   | Nihilistic Software                     |
| PlayStation All-Stars Battle Royale                  | 2012 | PlayStation 3, PlayStation Vita | SuperBot Entertainment, Bluepoint Games |

## Trama

### Ambientazione
La serie è ambientata in un mondo simile a quello reale ma abitato da animali antropomorfi, con toni fumettistici e da film noir. Ciascun livello si svolge in una mappa differente dagli altri: nel primo capitolo le mappe si compongono di una zona centrale dalla quale è possibile accedere alle aree dove si svolgono le varie missioni. Dal secondo capitolo in poi le mappe sono più grandi e liberamente esplorabili; in genere sono limitate da corsi d'acqua, montagne, baratri o edifici per impedire al giocatore di uscirne. Ciascuna è controllata da uno dei vari nemici ed è costantemente pattugliata dalle sue guardie; a partire dal secondo gioco in ogni mappa è presente un edificio che funge da rifugio per la banda. Sebbene la maggior parte delle mappe siano inventate, alcune di loro sono ambientate in città reali quali Parigi, Praga e Venezia.

### Storia
Il protagonista della serie è Sly Cooper, un procione ultimo discendente della stirpe dei Cooper, un clan di ladri specializzati nel rubare ad altri criminali. I vari membri della dinastia hanno annotato nel corso del tempo le loro imprese e le loro tecniche di furto in un antico libro, il Thievious Raccoonus, tramandato di generazione in generazione. Sly è aiutato nei suoi colpi dai suoi due migliori amici, Bentley la tartaruga e Murray l'ippopotamo, ed è costantemente braccato da Carmelita Fox, una volpe ispettore dell'interpol. Nel corso della serie Sly affronta varie organizzazioni criminali e malviventi per dimostrarsi degno del suo nome e per mantenere alto l'onore della sua stirpe.

## Personaggi

### Principali

I personaggi principali in Sly Cooper: Ladri nel Tempo; da sinistra Carmelita Fox, Bentley, Murray e Sly Cooper.

Sly Cooper
Doppiato da: Kevin Miller nell'originale, Luca Bottale (Sly Raccoon, Sly 2 e Sly 3) e Gianmarco Ceconi (PlayStation Move Heroes, PlayStation All-Stars Battle Royale, Sly Cooper: Ladri nel Tempo ed alcuni tutorial della versione PS Vita dell'edizione HD della trilogia) in italiano.
È il protagonista della serie, un procione ultimo discendente di una dinastia di ladri specializzati nel rubare ad altri criminali. Rimasto orfano a causa dell'attacco del Quintetto Diabolico alla sua famiglia, in orfanotrofio conosce Bentley e Murray, che diventano i suoi migliori amici e i suoi complici quando decide di seguire le orme dei suoi antenati. Sebbene sia piuttosto arrogante e spaccone, è molto leale e affezionato ai suoi amici, oltre che disposto a tutto per mantenere alto l'onore della sua famiglia. È dotato di agilità fuori dal comune, potendo saltare su superfici piccolissime e correre in equilibrio su fili senza alcuno sforzo; porta sempre con sé il bastone uncinato simbolo della sua famiglia, che è anche il suo principale strumento di furto. È costantemente inseguito dall'ispettrice Fox che, paradossalmente, è anche il principale interesse amoroso del procione.
Bentley
Doppiato da: Matt Olsen nell'originale, Riccardo Peroni in italiano.
Mente del gruppo, è una tartaruga le cui conoscenze interessano praticamente tutti i campi del sapere: in particolare è un esperto di robotica e demolizioni, nonché un eccellente hacker e decriptatore. Di carattere pauroso ed ansioso, si dimostra molto spesso di grande coraggio e prontezza di spirito, soprattutto quando i suoi compagni sono in difficoltà. Inizialmente piuttosto cauto e restio a scendere direttamente in campo, a partire dal secondo capitolo partecipa più attivamente alle missioni armato con una balestra a dardi soporiferi e delle bombe. Al termine dello stesso gioco resta coinvolto in un incidente che gli paralizza gli arti inferiori, costringendolo a stare su una sedia a rotelle debitamente modificata per inserirvi tutti i suoi congegni.
Murray
Doppiato da: Chris Murphy nell'originale, Riccardo Rovatti in italiano.
Braccio della banda, è un ippopotamo rosa non particolarmente sveglio ma dotato di una forza fisica impressionante e di un grande senso dell'onore. Sebbene nel primo gioco sia fifone e scenda in campo poche volte, nei restanti giochi ha un carattere forte e irruente, sempre pronto a buttarsi nella mischia. Occasionalmente ricopre il ruolo di autista del gruppo, scorrazzando in giro i suoi compagni a bordo del suo furgone, che considera a tutti gli effetti un membro della banda. Tuttavia, dopo l'incidente di Bentley lascia il gruppo ritenendosi responsabile, andando in esilio volontario in Australia dove viene addestrato da uno sciamano aborigeno in un'antica arte mistica; si riunisce ai suoi compagni all'inizio del terzo capitolo.
Carmelita Fox
Doppiata da: Roxana Ortega (Sly raccoon), Alesia Glidewell (Sly 2), Ruth Livier (Sly 3), Grey DeLisle (Sly 4 e PlayStation All-Stars Battle Royale) nell'originale, Dania Cericola in italiano.
Nemesi della banda, è una bellissima e affascinante volpe che ricopre il grado di ispettore nell'Interpol. Ligia al dovere e dotata di un grande senso della giustizia vede la cattura di Sly come una sua missione, tale da portarla a credere che solo lei abbia il diritto di arrestarlo. Dietro questa sua ossessione sembra essere nascosta una cotta, ricambiata, verso il ladro: alla fine del terzo capitolo, approfittando di una finta amnesia di Sly, si fidanzano, per poi interrompere la storia al ritorno di Sly come ladro. Nonostante siano dai lati opposti della legge più di una volta ha aiutato, volontariamente o meno, il gruppo nelle sue operazioni, affrontando anche i capi delle varie bande che si opponevano loro. È armata di una pistola a impulsi elettromagnetici.
Dimitri Lousteau
Doppiato da: David Scully nell'originale, Aldo Stella in italiano.
È un'iguana francese, inizialmente antagonista della banda. In passato era un mediocre pittore: quando i suoi lavori vennero stroncati dalla critica iniziò a dedicarsi alla contraffazione di quadri famosi, entrando poi nella banda Klaww grazie alla contraffazione di banconote. Sconfitto dalla banda Cooper e arrestato da Carmelita, viene liberato da Sly in cambio di alcune informazioni; grazie alle sue abilità di sommozzatore viene reclutato poi nella banda Cooper nel terzo capitolo della serie. Nel quarto aiuta Sly e il gruppo a muoversi attraverso le varie epoche storiche.

### Ricorrenti
Clockwerk
Doppiato da: Kevin Blackton nell'originale, Vittorio Bestoso in italiano.
Antagonista principale del primo gioco, è il fondatore e leader del Quintetto Diabolico e responsabile della morte del padre di Sly. È un gufo millenario che nutre da sempre un profondo astio verso la famiglia Cooper, tale da portarlo a sostituire nel corso del tempo le varie parti del suo corpo con parti robotiche per poter perseguitare in eterno il clan rivale. Sebbene venga ucciso da Sly e Carmelita, le sue parti restano funzionanti e vengono rubate, qualche tempo dopo, dalla banda Klaww: grazie ad essi il corpo di Clockwerk viene ricostruito e riesce a tornare in vita, ma viene sconfitto nuovamente da Sly e distrutto definitivamente da Carmelita al termine del secondo gioco.
Muggshot
Doppiato da: Kevin Blackton nell'originale, Gianni Gaude (Sly Raccoon) e Oliviero Corbetta (Sly 3) in italiano.
Membro del Quintetto Diabolico, è un bulldog statunitense che contrappone a una grande forza bruta uno scarso intelletto. Vittima di bullismo da bambino, grazie ai film di gangster decide di intraprendere la strada del crimine sviluppando enormemente il proprio fisico. Arruolato nel Quintetto diventa il boss criminale della cittadina americana di Mesa City, dove viene raggiunto e sconfitto da Sly e arrestato da Carmelita. Ricompare nel terzo gioco per partecipare a una competizione di volo contro la squadra di Sly: dopo aver provato a sabotare il team rivale viene rintracciato da Carmelita, che lo neutralizza e lo cattura nuovamente.
Panda King
Doppiato da: Kevin Blackton nell'originale, Ciro Imparato (Sly Raccoon, The Sly Trilogy) e Oliviero Corbetta (Sly 3) in italiano.
Artificiere membro del Quintetto Diabolico, è un panda cinese esperto di arti marziali. Nato in una famiglia povera, rimase impressionato dai fuochi artificiali dei ricchi e decise di diventare un pirotecnico per poi presentare le sue creazioni ai nobili, ma questi lo giudicarono dalle sue umili origini e lo cacciarono. In cerca di vendetta iniziò a usare i suoi esplosivi per distruggere i villaggi vicini finché non viene fermato da Sly. Anni dopo sua figlia viene rapita da Tsao, un potente generale locale, e Panda King è costretto a ritirarsi a una vita di meditazione. Raggiunto dalla banda Cooper, dopo aver superato i dissapori con il suo vecchio nemico acconsente a unirsi a loro per il colpo al caveau dei Cooper in cambio della liberazione della figlia. Al termine del terzo gioco si scopre che si è definitivamente ritirato in pensione.
Penelope
Doppiata da: Annette Toutonghi nell'originale, Monica Pariante in italiano.
Topolina olandese esperta di robotica e veicoli radiocomandati. Viene rintracciata da Bentley nel terzo gioco per chiederle di unirsi alla banda per il colpo al caveau dei Cooper, ma lei risponde che si sarebbe unita a loro solo se fossero riusciti a battere il suo capo, il Barone Nero, in una gara di volo. Giunto in finale, Sly riesce a sconfiggerlo scoprendo che il barone in realtà è Penelope stessa, travestitasi per aggirare i limiti di età della gara. Al termine del gioco si fidanza con Bentley, con il quale inizia anche a costruire una macchina del tempo, per poi sparire nel nulla. In seguito il gruppo scopre che li ha traditi, unendosi a Cyrille LeParadox per cancellare il nome della famiglia Cooper dalla storia spinta dalla brama di ricchezza e potere, ma viene sconfitta da Bentley in uno scontro tra robot.

## Modalità di gioco
I giochi sono dei videogiochi platform in terza persona. Mentre nel primo capitolo è possibile controllare il solo Sly, nei successivi si può giocare con lui o con uno dei suoi compagni attraverso i vari livelli, cercando di non farsi scoprire dalle guardie nemiche o dagli allarmi nel tentativo di portare a termine le missioni o di compiere azioni di furto; se si viene scoperti dalle guardie si può scegliere di fuggire o affrontarle. I vari personaggi, sebbene condividano i controlli di base, hanno caratteristiche differenti: Sly, ad esempio, può sfruttare la sua agilità per correre su corde o simili, saltare su superfici piccolissime o arrampicarsi su pali, Bentley può utilizzare i suoi strumenti, quali bombe o jetpack, mentre Murray, data la sua forza bruta, può neutralizzare più velocemente le guardie; nel terzo e quarto capitolo è possibile controllare anche i vari alleati della banda. È poi possibile ottenere vari potenziamenti per i tre personaggi principali, trovandoli nelle casseforti o acquistandoli.

### Missioni
Ciascun capitolo è suddiviso in livelli, ambientati in mappe specifiche e contenente varie missioni per poterlo completare. Nel primo gioco le varie missioni sono accessibili solamente dal centro della mappa e si svolgono ciascuna in una zona diversa dalle altre: vi sono in totale sette missioni per ciascun livello più il combattimento finale contro il boss. A partire dal secondo capitolo della serie, le mappe diventano liberamente esplorabili e le missioni si svolgono, in genere, su tutta la loro superficie. Le missioni possono essere avviate da un personaggio specifico tra Sly, Bentley e Murray. Ciascun livello è grossomodo diviso in quattro parti: una parte di ricognizione, due di preparazione al colpo e una parte finale dove tipicamente vi è uno scontro con il boss di zona.

### Casseforti
In tutti i giochi eccetto il terzo è presente un sistema di casseforti contenenti vari potenziamenti per i tre personaggi principali: le casseforti si possono aprire solo dopo aver trovato tutti gli indizi in bottiglia disseminati nell'area di gioco. Mentre nel primo capitolo vi sono cinque casseforti per livello nascoste in altrettante missioni, nel secondo e nel quarto si riducono a una per livello, nascosta da qualche parte nella mappa.

## Serie principale

### Sly Raccoon
Sly Raccoon, conosciuto come Sly Cooper and the Thievius Raccoonus in Nord America, è stato pubblicato nel 2002 per PlayStation 2. Sly e la banda cercano di trovare le parti mancanti del libro di famiglia di Sly, il Thievius Raccoonus, che contiene al suo interno tutte le tecniche segrete del clan Cooper, una stirpe di ladri. Il prezioso oggetto però è stato rubato dal Quintetto Diabolico, una banda rivale guidata dal misterioso Clockwerk. Sly e la sua banda devono quindi riappropriarsi del libro mantenendosi a distanza dall'ispettore dell'Interpol Carmelita Fox, che promette di mettere Sly in prigione per i suoi crimini.

### Sly 2: La banda dei ladri
Sly 2: La banda dei ladri (Sly 2: Band of Thieves) è stato pubblicato nel 2004 per PlayStation 2. Dopo gli eventi di Sly Raccoon le parti meccaniche di Clockwerk ridotto in pezzi vengono rubate dalla Banda Klaww. Essendo ancora funzionanti Sly teme che Clockwerk possa essere ricomposto e tornare in vita: sfruttando il fatto che ciascun membro della Banda Klaww usi le parti in suo possesso per i propri fini, grazie alle caratteristiche uniche che ciascuna parte possiede, la banda Cooper si mette alla ricerca di ciascun membro; a complicare la loro ricerca vi è però Carmelita aiutata dalla sua nuova assistente, l'agente Neyla.

### Sly 3: L'onore dei ladri
Sly 3: L'onore dei ladri (Sly 3: Honor Among Thieves) è stato pubblicato nel 2005 per PlayStation 2. Su un'isola remota, Sly scopre il caveau dei Cooper, un gigantesco nascondiglio che contiene tutte le ricchezze accumulate dalla sua famiglia nel corso degli anni. Per accedervi però deve sconfiggere uno scienziato pazzo noto come il Dottor M, che ha preso il controllo dell'isola e ha fatto molti tentativi infruttuosi per irrompere nel caveau. Sly deve riunire i suoi vecchi partner e reclutare nuovi membri, sconfiggendo una serie di nuovi cattivi lungo la strada, per riuscire a reclamare l'eredità della sua famiglia, il tutto mentre è ancora in fuga da Carmelita. Questo titolo presenta anche alcune missioni che possono essere giocate in modalità 3D servendosi di appositi occhialini, mentre la versione PS3 di The Sly Trilogy consente di giocarlo completamente in 3D.

### Sly Cooper: Ladri nel Tempo
Sly Cooper: Ladri nel Tempo (Sly Cooper: Thieves in Time) è stato annunciato ufficialmente durante il Keynote dell'E3 2011 di Sony ed è stato ufficialmente pubblicato il 5 febbraio 2013 in Nord America per PlayStation 3 e PlayStation Vita. Le pagine del Thievius Raccoonus stanno scomparendo e Bentley, ora custode dell'antico libro, deve radunare la banda e salvare l'eredità del clan Cooper dalla distruzione. Con la macchina del tempo appena inventata da Bentley, la banda e Carmelita viaggiano indietro nel tempo per fermare i vari scagnozzi dell'antagonista principale, Cyrille Le Paradox, che è determinato a sostituire i Cooper come il nuovo maestro ladro del mondo. Lungo la strada, la banda si unisce a molti degli antenati di Sly, mentre quest'ultimo deve affrontare le conseguenze del l'aver mentito a Carmelita, la quale scopre che ha simulato la sua amnesia alla fine del gioco precedente. Il gioco è stato sviluppato da Sanzaru Games, lo stesso team di sviluppo dietro The Sly Trilogy, invece di Sucker Punch Productions, che si è concentrato sulla serie Infamous. Se i giocatori sbloccano il finale segreto, viene mostrata una clip che suggerisce un potenziale episodio futuro della serie, ma il 14 novembre 2014, Sanzaru Games ha rilasciato una dichiarazione secondo cui non stanno sviluppando un sequel.

### Accoglienza
La serie è stata complessivamente ben accolta dalla critica: i singoli giochi sono stati elogiati per il loro stile artistico e il gameplay stealth mentre sono stati criticati per la loro breve durata e le rispettive trame.
Sly Raccoon è stato acclamato dalla critica al momento dell'uscita, nonostante le scarse vendite. GameSpot gli ha dato un 7,8/10, affermando che "Il gioco ha un fantastico senso dello stile nel suo design che si riflette in tutto, dall'animazione all'uso unico dei poligoni cel-shading alla moda". Tuttavia, fu criticata la sua durata, affermando "Il problema principale è che proprio mentre stai entrando nel vivo del gioco e ti godi davvero la varietà vista nei diversi livelli, il gioco finisce. Official U.S. PlayStation Magazine ha dato un punteggio perfetto di 5/5, affermando che "C'è una piacevole atmosfera da vecchia scuola in Raccoon; i nemici sono spietati ma un po' stupidi, e le sfide platform diventano complicate e aumentano costantemente di difficoltà man mano che si prosegue nei livelli successivi". Alla fine il gioco ha venduto circa 400 000 copie nell'anno di uscita, ed è stato successivamente ripubblicato nella serie Greatest Hits.
Sly 2: La banda dei ladri ha ricevuto ancora più consensi dalla critica, essendo il gioco con il punteggio più alto della serie. Ha guadagnato l'88% sia su GameRankings che su Metacritic, e GameSpy lo ha classificato come il ventitreesimo miglior gioco per PlayStation 2 di tutti i tempi. Sly 3: L'onore dei ladri è stato ben accolto, con un 84 % su GameRankings e un 83 su Metacritic.
Nonostante l'attesa dopo una pausa di otto anni, Sly Cooper: Ladri nel Tempo è stato nella media, rivelandosi il gioco con il punteggio più basso della serie nonostante alla fine abbia ricevuto recensioni positive. Il suo punteggio più alto è stato assegnato da Game Informer, che gli ha dato un 9/10 e quindi lo ha definito il miglior gioco dall'originale. IGN, assegnandogli un 8/10, ha affermato che nonostante i "tempi di caricamento ridicoli, il gameplay occasionalmente frustrante e alcuni controlli di movimento bizzarri e arcaici, Sly Cooper: Ladri nel Tempo è un degno gioco da aggiungere alla tua libreria" in quanto "riporta indietro a un'epoca diversa dei giochi modernizzando l'esperienza per una nuova generazione". GamesRadar gli ha dato un 4.5/5, criticando allo stesso modo i "lunghi (ma poco frequenti) tempi di caricamento" e il "finale cliffhanger", trovando però come punti positivi la "presentazione stellare" e il "level design eccellente". È il gioco con il punteggio più basso della serie su Metacritic e GameRankings (con un punteggio di 75 su entrambi i siti), GameSpot (con un 7.5, appena sotto il 7.8 del primo gioco), IGN (con un 8.0, appena sotto l'8.1 del terzo gioco), e Eurogamer, dove è stato il primo gioco della serie a ricevere un punteggio diverso da 8/10 (il quarto capitolo ha ottenuto un 6/10).

## Altri giochi

### The Sly Trilogy
The Sly Trilogy (The Sly Collection) è una conversione rimasterizzata dei primi tre giochi della serie, pubblicata per PlayStation 3 su un singolo Blu-ray Disc come dei titoli Classics HD. I giochi sono stati convertiti da Sanzaru Games e pubblicati da Sony Computer Entertainment America. Il 29 novembre 2011, The Sly Trilogy è stato pubblicato come download digitale su PlayStation Store, con ogni titolo della raccolta acquistabile separatamente. La compilation include anche una serie di minigiochi. Il 27 maggio 2014, la raccolta è stata distribuita su PlayStation Vita. Sly 1 e 2 sono presenti sulla scheda di gioco, mentre Sly 3 è accessibile tramite un voucher da riscattare come download.

### PlayStation Move Heroes - Insieme per la prima volta
PlayStation Move Heroes, annunciato all'E3 2010, è un crossover tra le serie Sly Cooper, Jak and Daxter e Ratchet & Clank. Il gioco presenta Sly e Bentley come personaggi giocabili mentre Murray appare solo nella storia. Il gioco utilizza il PlayStation Move. È stato pubblicato il 22 marzo 2011 in Nord America.

### PlayStation All-Stars Battle Royale
Sly Cooper appare come un personaggio giocabile nel gioco picchiaduro crossover PlayStation All-Stars Battle Royale. Nella modalità arcade del gioco, Sly scopre che diverse pagine del Thievius Racconus sono state rubate e inizia a combattere gli altri sfidanti nel tentativo di recuperarle; la sua battaglia rivale si tiene contro Nathan Drake.
Il livello di Parigi presente in Sly Raccoon è una delle quattordici arene del gioco. Inoltre, Bentley assiste Sly con la super mossa di livello 3, Murray appare come sostenitore sbloccabile e come parte della super mossa di livello 1 di Sly mentre Carmelita appare come sostenitore DLC e pericolo di scena nel livello Torre di Alden.

### Hackpack di Bentley
Hackpack di Bentley (Bentley's Hackpack) è una raccolta dei vari minigiochi di hacking presenti nella modalità campagna principale di Ladri nel Tempo, con livelli aggiuntivi, sfide e premi. È stato sviluppato da Sanzaru Games ed è stato pubblicato per PlayStation 3 e PlayStation Vita insieme a "Ladri nel Tempo". Questo gioco fa parte dell'iniziativa cross-buy di Sony, che consente agli acquirenti della versione PlayStation 3 del gioco di ricevere una copia gratuita per PlayStation Vita tramite PlayStation Network. Il gioco è stato distribuito per PlayStation 3, PlayStation Vita, iOS e Android.
Ha ricevuto 7/10 da Destructoid e 73/100 da Official PlayStation Magazine Benelux.

## Grafica e tecnologia
I primi tre giochi sono stati realizzati utilizzando il motore proprietario di Sucker Punch, SPACKLE (Sucker Punch Animation e Character Kinematics Life Engine) con l'aiuto del motore creato per la prima volta per il videogioco di corse del 2001 Kinetica. SPACKLE è stato utilizzato per la prima volta nel titolo Nintendo 64 Rocket: Robot on Wheels.

## Fumetti
Sly Cooper e altri personaggi dei giochi sono stati anche presenti in due fumetti pubblicati nel 2004 e nel 2005 da GamePro e DC Comics per promuovere rispettivamente l'uscita di Sly 2: La banda dei ladri e Sly 3: L'onore dei ladri. Entrambi gli albi sono strettamente collegati ai giochi di cui promuovono l'uscita.
Il primo numero presenta una storia ambientata tra il primo e il secondo gioco, tra i quali sono apparentemente passati due anni. La trama è composta da due storie flashback e una terza che si colloca nel presente. La prima di queste narra del primo furto della banda Cooper quando erano ancora bambini all'orfanotrofio Happy Camper, dove riescono a rubare con successo i biscotti da un'avida baby sitter mentre la seconda descrive in dettaglio la prima volta che Carmelita e Sly si sono incontrati, dove Carmelita era un nuovo agente a cui era stato assegnato il compito di proteggere il diamante di una star dell'opera durante un'esibizione. Sebbene Carmelita riesca a catture Sly e a legarlo nell'armadio del custode, Sly fugge. Tuttavia, vede Carmelita rimproverata dal suo capo, l'ispettore capo Barkley, per aver fallito, e sebbene inizialmente avesse pianificato di rubare il diamante da solo, decide invece di aiutare la giovane poliziotta. Così, quando il diamante viene effettivamente rubato dal manager del cantante Pierre, Sly lo fa inciampare e gli fa perdere i sensi, lasciando a Carmelita il compito di arrestarlo, guadagnandosi così il rispetto di Barkley. Nella terza storia ambientata nel presente, Sly e la banda escogitano un piano per rovinare la festa di fidanzamento di Dimitri Lousteau e una ricca collezionista d'arte di nome Madame D'Oinkeau, e rubare la pregiata scultura di D'Oinkeau, la Venus de Whalo (una parodia della Venere di Milo). Il gruppo riesce nel suo intento, ma Carmelita ferma Sly su un ponte sopra un fiume. Nonostante abbia la pistola puntata addosso, lui tiene un atteggiamento rilassato ed avvia una conversazione con lei, durante la quale i due si raccontano il rispettivo passato e i loro punti di vista opposti. Sly poi scappa saltando dal ponte, e sebbene Carmelita all'inizio pensi che sia annegato, si scopre che è atterrato su un'imbarcazione guidata da Bentley e Murray e qui viaggiano assieme al loro furgone e la scultura diretti altrove.
Il secondo numero si svolge dopo gli eventi di Sly 2 e conduce agli eventi di Sly 3. La storia è divisa in quattro parti. La prima vede Sly che trova un membro della banda di suo padre, McSweeny, in una prigione di massima sicurezza dopo aver ricevuto un invito. McSweeny, un tricheco antropomorfo e super forte racconta a Sly di un enorme caveau su un'isola remota e della sua posizione che contiene il tesoro accumulato di tutti i membri della famiglia Cooper affermandolo come eredità di Sly. La seconda parte descrive in dettaglio Sly e Murray che fanno irruzione in un ospedale per salvare Bentley, rimasto ferito al termine del secondo gioco, dalle autorità, anche se alla fine Murray chiede a Sly di fuggire con Bentley mentre rimane indietro per occuparsi degli ufficiali. La terza parte consiste in Carmelita che esamina i filmati del tentativo di Sly e Murray (mentre Bentley è assente) di rubare la mappa della posizione del caveau dei Cooper da un museo veneziano. Ma più tardi Sly irrompe nel suo ufficio mentre dorme e ruba la mappa del caveau da sotto il naso di Carmelita. La parte finale si svolge nella base della banda Cooper a Parigi, con Sly che esamina ciò che è necessario per raggiungere il caveau, mentre Bentley lavora per armare la sua sedia a rotelle con una vasta gamma di gadget e armi per aiutare Sly sul campo. Murray ritorna dopo la sua fuga e informa gli altri che ha intenzione di lasciare la banda e scompare diretto in luoghi sconosciuti.

## Adattamento cinematografico
La produzione di un film di Sly Cooper è trapelata originariamente nel 2012 quando un utente di NeoGAF ha scoperto gli elenchi di un certo numero di franchise di Sony Interactive Entertainment in un database di finanziamento del film. Il progetto è stato annunciato ufficialmente dal produttore Brad Foxhoven, di Blockade Entertainment, il 28 gennaio 2014. Sly Cooper è il terzo adattamento di Blockade di una serie di videogiochi Sony, dopo Heavenly Sword e Ratchet & Clank. Oltre a un teaser trailer, l'annuncio iniziale ha rivelato che il regista di Ratchet, Kevin Munroe, e lo studio di animazione Rainmaker Entertainment avrebbero diretto il set del film in uscita nel 2016. Inoltre, come Ratchet & Clank, il film è finanziato dal Film Financial Services con l'investitore principale Jiangsu Broadcasting Corporation dalla Cina insieme a Rainmaker, con una rappresentanza internazionale di Cinema Management Group. Commentando la produzione del film, Asad Qizilbash, direttore senior del marketing dei giochi first party di Sony, ha dichiarato: "Come uno dei nostri franchise PlayStation più famosi e preferiti dai fan, siamo entusiasti di vedere la storia di Sly in anteprima sul grande schermo per la prima volta. "Abbiamo una grande partnership con Rainmaker e Blockade Entertainment e non vediamo l'ora di vedere Sly reinventato in un film completo per offrire sia ai fan che ai nuovi arrivati la possibilità di conoscere nuovamente uno dei nostri eroi più amati". La casa creatrice della serie, Sucker Punch Productions, è coinvolta nella realizzazione del film.
David Wohl, vicepresidente dello sviluppo di Blockade Entertainment e produttore della pellicola, ha affermato che il lungometraggio non sarà una storia sulle origini della saga: "Sly e la banda stanno già insieme, anche se sono lontani dall'essere così bravi in quello che fanno." La storia si concentrerà su Sly, Bentley e Murray, ma saranno inclusi anche Carmelita e Clockwerk.
A differenza delle precedenti incarnazioni del franchise che utilizzavano il cel-shading, il film punta su una direzione artistica contemporanea in CG. Foxhoven ha affermato che "il mercato cinematografico globale può propendere per i film d'animazione in pura CG. Per quanto amiamo l'aspetto in cel-shading del gioco, abbiamo pensato che non sarebbe stato reso bene sul grande schermo". ha anche affermato che lavorare con i creatori di Sly Cooper aiuterebbe l'aspetto del film a "rimanere fedele allo stile artistico dei personaggi e del suo mondo".
Al Wondercon 2016, Munroe ha dichiarato che il film doveva ancora entrare in produzione e che dubitava che sarebbe uscito entro lo stesso anno, ma era "in attesa, in attesa di saltarci sopra. Sto solo aspettando la telefonata". Il 26 ottobre 2016, ha rivelato su Twitter che non lavorava personalmente su Sly Cooper da oltre un anno e mezzo. Munroe in seguito si dedicò ad altri progetti.
A seguito della scarsa performance al botteghino dell'adattamento di Ratchet & Clank, l'editore di Cartoon Brew, Amid Amidi, ha espresso dei dubbi sul fatto che Sly Cooper sarebbe mai stato completato. Nel settembre 2016, Michael Hefferon, presidente e direttore creativo di Rainmaker, ha affermato che a causa del fallimento di Ratchet, la società avrebbe dovuto rivalutare i tempi, i piani di uscita e il budget per Sly Cooper. Tuttavia nel 2017, Rainmaker ha abbandonato il progetto.

## Serie animata
Il 14 giugno 2017, Sony Interactive Entertainment ha annunciato che avrebbe sviluppato una serie televisiva animata di Sly Cooper insieme a Technicolor Animation Productions, con PGS Entertainment che si occuperà della gestione del marchio. La serie sarà composta da 52 episodi dalla durata di 11 minuti, di cui la prima metà era prevista per l'ottobre 2019 e l'altra a luglio 2020, sebbene la rete di trasmissione dovesse ancora essere specificata. La serie non è stata presentata in anteprima come previsto e non sono stati forniti aggiornamenti a partire da gennaio 2021.
Il 20 maggio 2019, Sony Interactive Entertainment ha annunciato di aver aperto uno studio di produzione cinematografica e televisiva nel lotto di Sony Pictures Entertainment a Culver City (California), chiamato PlayStation Productions, che svilupperà e produrrà progetti basati sul catalogo della società di oltre cento giochi. Sony Pictures distribuirà questi progetti, mentre Sony Interactive Entertainment gestirà la produzione in prima persona. Questo annuncio ha fatto ipotizzare a molti fan che la serie televisiva Sly Cooper sarebbe stata trasferita a questo studio, considerando che anche progetti come il film di Uncharted della Sony Pictures sono stati spostati in tale sede.
Un film d'animazione in CGI basato su Sly Raccoon è in fase di sviluppo con una data di uscita nelle sale attualmente sconosciuta. Una serie televisiva basata sulla serie doveva essere presentata in anteprima nell'ottobre 2019, ma non è mai andata in onda e nemmeno annunciata.